# Goldschnepfe

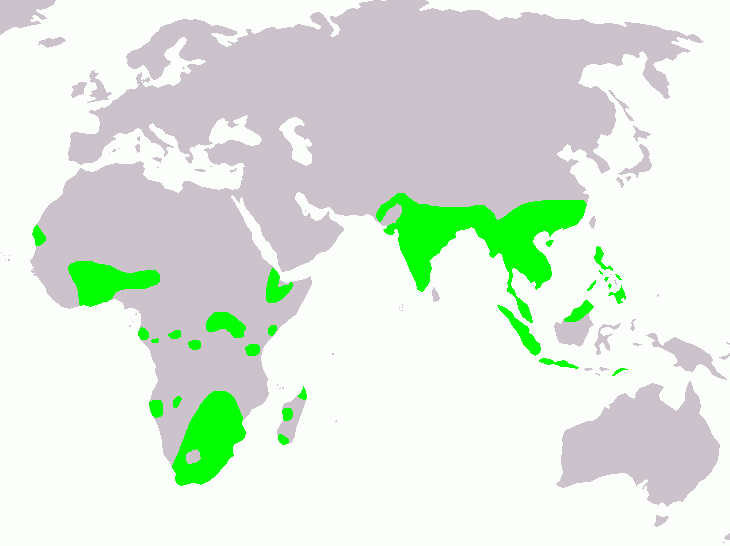
Verbreitung der Goldschnepfe

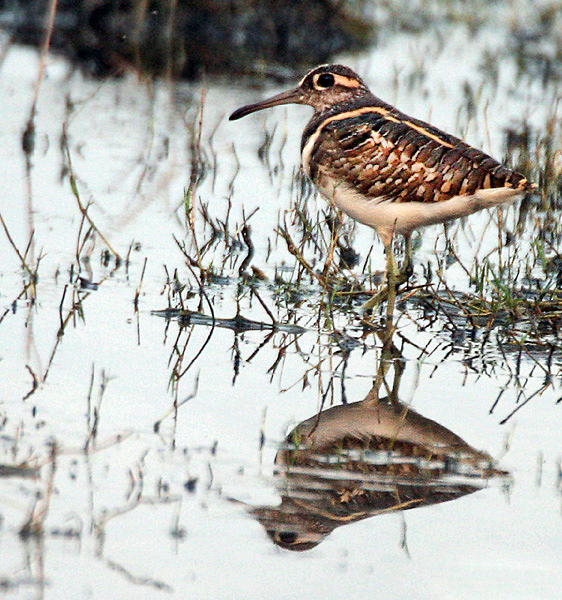
Männchen der Goldschnepfe

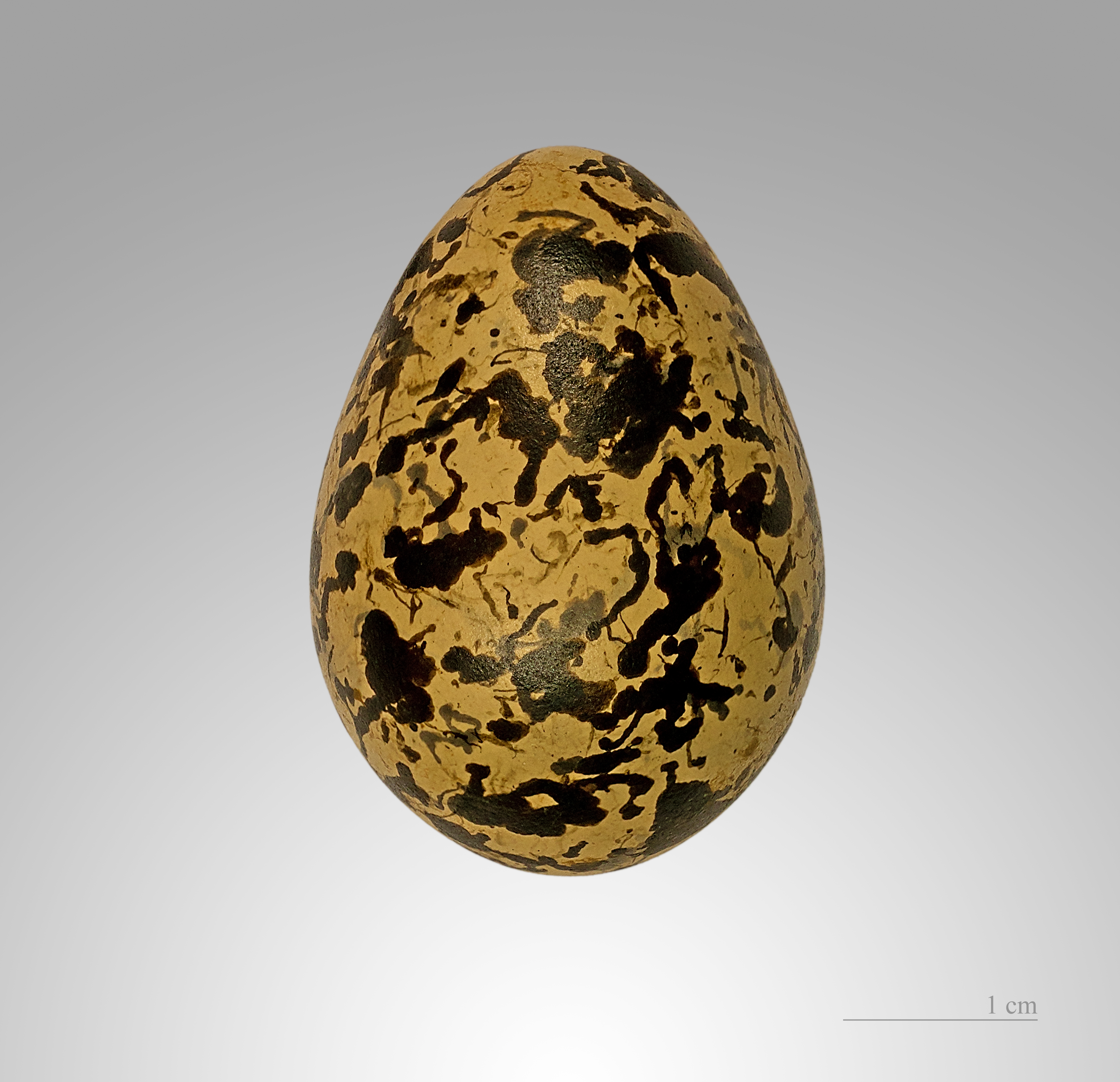
Ei der Goldschnepfe

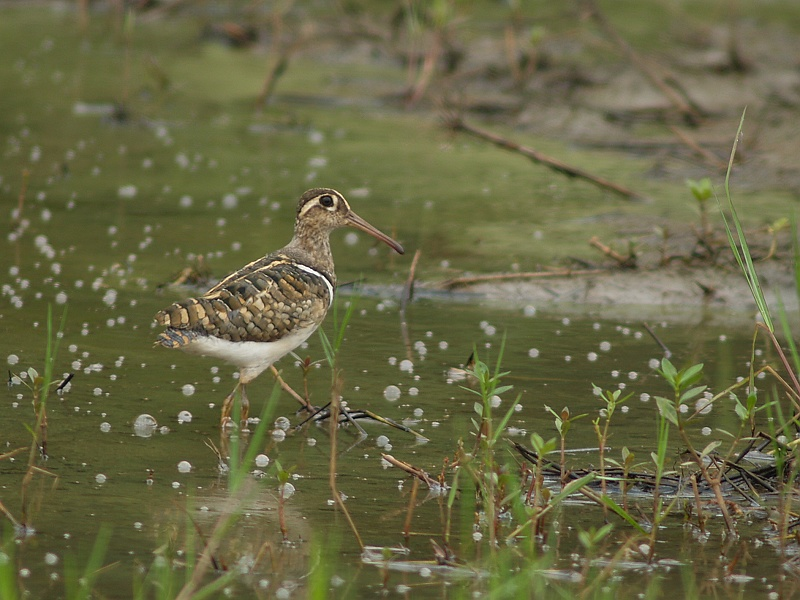
Die männliche Goldschnepfe ist deutlich weniger auffällig gefärbt als das Weibchen

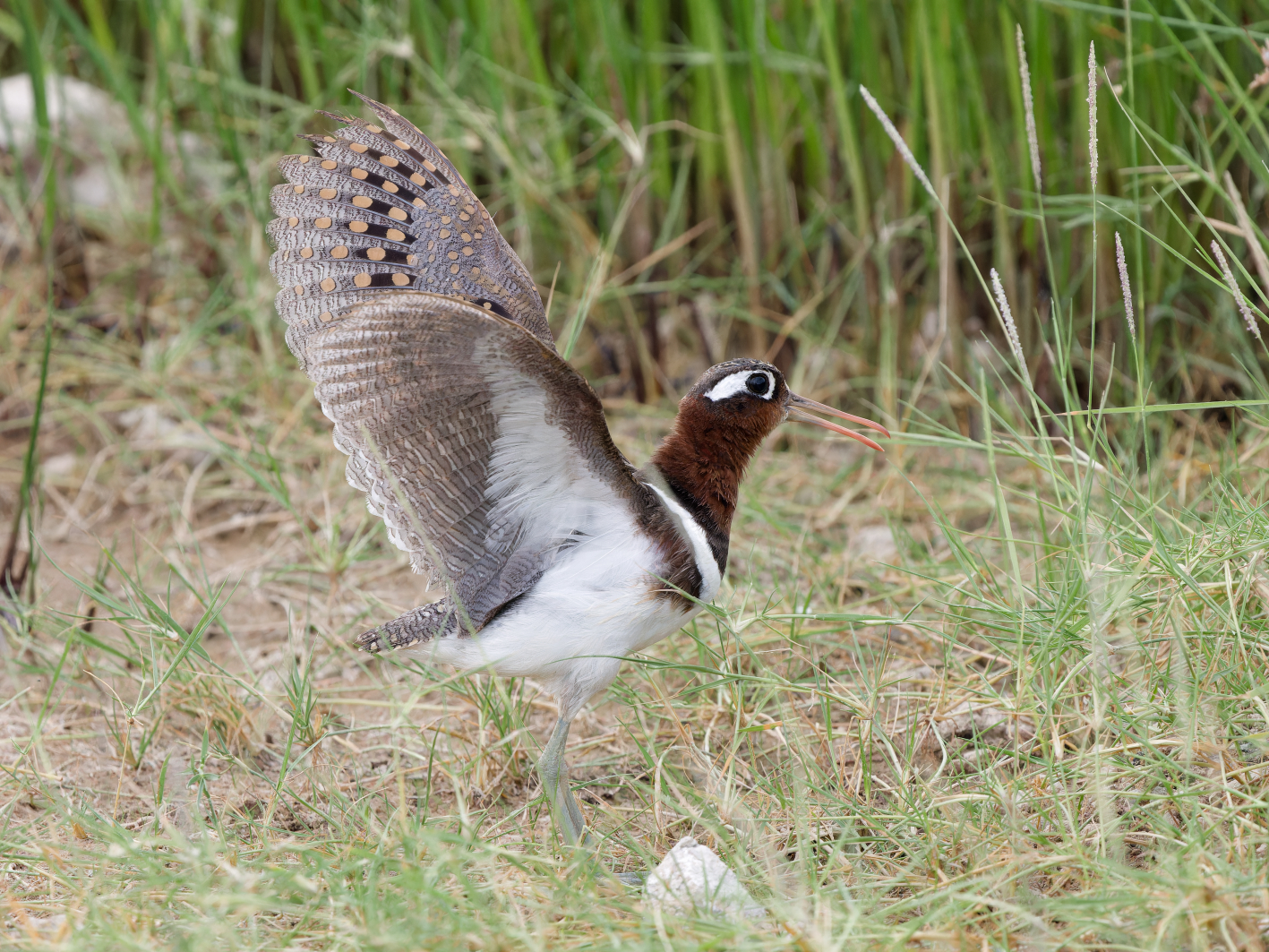
Weibchen bei der Balz

Die Goldschnepfe (Rostratula benghalensis) auch Bunt-Goldschnepfe oder Buntschnepfe ist eine von zwei Arten aus der Familie der Goldschnepfen. Sie ist in Afrika und Asien verbreitet und gehört zu den wenigen Vögeln, bei denen die Weibchen dominant sind und die Männchen die Aufgaben von Brutgeschäft und Jungenaufzucht übernehmen.
Die in Australien vorkommende Schmuckschnepfe (Rostratula australis) wurde bis 2008 als Unterart der Goldschnepfe eingeordnet, gilt aber mittlerweile als eigenständige Art.

## Merkmale
Die Goldschnepfe erreicht eine Körperlänge von 23 bis 28 cm, eine Spannweite von 50 bis 55 cm und wird 90 bis 200 Gramm schwer. Der lange, am Ansatz beige Schnabel endet in einem verbreiterten, roten Haken. Der Körper hat eine rundliche Form, die Stirn steigt vom Schnabel sehr steil an. Die Beine sind kräftig und enden in drei langen, bekrallten und einer kurzen, vierten Zehe (anisodaktyler Fuß). Beide Geschlechter weisen um das Auge herum eine deutlich hellere Färbung auf.
Die Geschlechter unterscheiden sich durch die Größe und vor allem durch das Gefieder. Das Weibchen hat einen kastanienbraunen Hals und Kopf, die Flügel sind eng schwarz-golden gestreift. Zwischen Rumpf und Hals verläuft ein schwarz gesäumter, weißer Streifen, die Unterseite ist ebenfalls weiß. Die großen schwarzen Augen werden von einem hellen Ring umschlossen, von diesem führt ein Streifen bis über die Wange. Der Augenring wird zusätzlich von einem dunklen Band eingerahmt.
Das Männchen besitzt ein schlichtes Federkleid. Der Hals ist kontrastreicher, die Kehle zeigt auch Weißtöne, und der Kopf ist dunkel. Auch der Augenring ist dunkler und läuft in einem hellbraunen Tränenstreifen aus. Die Flügel und der Rücken sind überwiegend hellbraun. Die Jungvögel ähneln den Männchen, sind aber um das Auge eher blass rötlichbraun gefärbt. Die Körperoberseite ist graubraun, die einzelnen Federn weisen kräftig rotbraune Spitzen auf. Die Kehle ist weiß, die Vorderbrust braun überwaschen. Der Schnabel ist bei den Jungvögeln zunächst dunkler.

## Verbreitung
Die Goldschnepfe lebt auf zwei Kontinenten. In Afrika trifft man sie vor allem südlich der Sahara an, eine kleine isolierte Population lebt aber im Norden Ägypten entlang des Niltals, im Wadi el-Natrun und im Distrikt Al-Fayyum. Auch Madagaskar gehört zum Verbreitungsgebiet der Goldschnepfe. Die Art ist hier disjunkt verbreitet und vor allem im Süden der Insel selten. Brutnachweise gibt es auch für Israel, wo Goldschnepfen außerdem gelegentlich Überwinterer sind. Als Irrgast wurde die Art im Iran, Oman und Jemen beobachtet.
Die asiatischen Populationen leben vom äußersten Osten Pakistans über Indien, Bangladesch und Myanmar bis Südostasien, sowie im südlichen und östlichen China, im südlichen Japan und der Region Primorje. Auch auf den Philippinen sowie den Inseln Malaysias und Indonesiens ist die Goldschnepfe verbreitet, aber ostwärts nur bis zur Wallace-Linie.
Abgesehen von den Standvögeln in Ägypten, in der südafrikanischen Kapregion und auf Madagaskar sind die afrikanischen Goldschnepfen nomadisierende Teilzieher. Sie meiden vollständig überschwemmte Feuchtgebiete, so dass sie in Abhängigkeit von den Regenfällen wandern. So ziehen Goldschnepfen auf dem Höhepunkt der Regenzeit aus Simbabwe ab, in Nigeria dagegen folgen sie den Regenfällen und besiedeln hier Feuchtgebiete, bis diese soweit trockengefallen sind, dass sie den Goldschnepfen keine geeigneten Lebensräume mehr bieten. Goldschnepfen sind auch in der Lage, nach ungewöhnlich reichen Regenfällen entstandene Feuchtgebiete in ansonsten ungeeigneten Regionen rasch zu besiedeln. Dies war beispielsweise in dem sehr regenreichen Sommer 1999/2000 in Botswana zu beobachten.

## Lebensraum
Der Lebensraum der Goldschnepfe sind Feuchtgebiete, die offene Tümpel, Schlickflächen und eine dichte Schwimmpflanzenvegetation aufweisen. Sie sind am häufigsten an Gewässern zu finden, deren Wasserstand aufgrund der einsetzenden Trockenzeit fällt, so dass Schlickflächen frei fallen, und die eine dichte Vegetation an den Gewässerrändern aufweisen. Solche Lebensräume können sich sowohl im Inland als auch den Küstengewässern vorkommen. Sie nutzen auch die Uferregion langsam fließender Flüsse und die Uferzonen von Seen. Sie nutzen auch vom Menschen geschaffene Lebensräume entlang von Rieselfeldern, Deichen, Bewässerungsgräben und Reisfeldern.

## Lebensweise

### Aktivität
Die Goldschnepfe ist dämmerungsaktiv, in mondhellen Nächten auch nachts. Die Vögel führen ein verborgenes Leben und lassen sich nur schwer beobachten. Ist ein Feind in der Nähe, verharren sie regungslos in geduckter Haltung. Nur bei äußerster Gefahr fliegen sie auf.

### Nahrung
Als Allesfresser nimmt die Goldschnepfe sowohl tierische wie auch pflanzliche Nahrung zu sich. Bei den Tieren stellen Wirbellose die Nahrung, beispielsweise Wasserinsekten, Schnecken, Würmer und Krebstiere. Bei den Pflanzen überwiegen Gräser, darunter auch kultivierte Arten wie Reis. Für die Nahrungssuche wird der schlammige Grund mit dem Schnabel untersucht. Dabei gehen die Vögel fortwährend umher.

### Fortpflanzung
Bei der Goldschnepfe herrscht ein umgekehrter Sexualdimorphismus, das heißt, die Weibchen nehmen eine dominante Stellung ein, sie balzen auch mit Flügelschlagen und Luftsprüngen. Für gewöhnlich herrscht Polyandrie, nur bei geringer Populationsdichte auch Monogamie. Die Paarungszeit ist je nach Gebiet verschieden, im südlichen Afrika ist sie von August bis November, in Westafrika von März bis Juni, in Asien und Australien wurden Bruten ganzjährig beobachtet. Die Nester sind einfache Mulden, die mit weichen Pflanzenteilen ausgepolstert werden.
Das Weibchen paart sich mit zwei bis vier Männchen. Anschließend legt es in jedes Nest zwei bis fünf, meistens vier Eier. Das weitere Brutgeschäft wird dem Männchen überlassen – nur bei monogam lebenden Paaren gibt es eine Teilung der Aufgaben. Die Brut dauert 15 bis 21 Tage. Die Jungen sind Nestflüchter, ihr Gefieder ist hell- bis graubraun und hat dunkle Streifen. Sie sind nach drei bis vier Wochen flügge. Die Vögel erreichen die Geschlechtsreife nach ein (Männchen) bis zwei (Weibchen) Jahren.

## Einzelbelege
1. ↑  BirdLife Factsheet zur Goldschnepfe, aufgerufen am 6. August 2010
2. ↑  Chandler, S. 49
3. 1 2 3  Delany et al., S. 32
4. ↑  Delany et al., S. 34 und S. 35